# La cucaracha
La cucaracha – gatunek motyli z rodziny wachlarzykowatych (Crambidae).